# كين جونستون
كين جونستون هو سياسي كندي، ولد في 1950 في فانكوفر في كندا. حزبياً، نشط في BC United ‏.